# 카나번

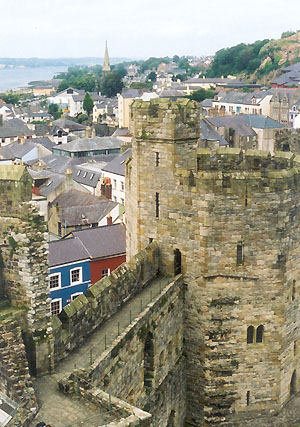
카나번

카나번(Caernarfon)은 웨일스의 도시로, 인구는 9,611명이다.
앵글시(Anglesey)섬 맞은 편 메나이 해협(Menai Strait)의 동쪽 해안에 있는 A487 도로를 따라 자리 잡고 있다. 뱅거시는 북동쪽으로 13.8km 떨어져 있으며 스노도니아(Snowdonia)는 카나번을 동쪽과 남동쪽으로 둘러싸고 있다.
메나이 해협 안팎의 풍부한 천연 자원은 선사 시대 영국에서 인간의 거주를 가능하게 했다. 켈트 부족인 오르도비스(Ordovices)는 로마 브리튼(Roman Britain)으로 알려진 기간 동안 이 지역에 살았다. 로마의 요새 세곤티움은 서기 80년경에 로마가 브리타니아를 정복하는 동안 오르도비스 왕조를 정복하기 위해 세워졌다. 로마인들은 382년 영국에서 로마의 통치가 끝날 때까지 이 지역을 점령했으며, 그 후 카나번은 기네드 왕국의 일부가 되었다. 11세기 말, 정복자 윌리엄은 노르만족의 웨일스 침공의 일환으로 카나번에 모트 앤 베일리 성의 건설을 명령했다. 그는 성공하지 못했고 웨일즈는 1283년경까지 독립을 유지했다.
13세기에 기네드 왕국의 통치자인 흐웰린 아프 그리피드(Llywelyn ap Gruffudd)는 영국의 에드워드 1세에게 경의를 표하기를 거부하여 영국의 기네드 정복을 촉구했다. 이어서 영국인들이 웨일즈에 건설한 가장 크고 인상적인 요새 중 하나인 카나번 성(Caernarfon Castle)이 건설되었다. 1284년 루들란 법령(Statute of Rhuddlan)에 의해 영국식 카나폰셔(Caernarfonshire) 카운티가 설립되었다. 같은 해에 카나번은 자치구, 카운티 및 시장 도시, 웨일즈 북부의 영국 정부 소재지가 되었다.
튜더 가문이 영국 왕좌에 오르면서 영국과의 적대감이 완화되었고 그 결과 카나번 성이 황폐한 상태에 빠졌다. 이 마을은 항구와 정박지가 있는 주요 관광 중심지이자 기네드 의회(Gwynedd Council)의 자리로 자리 잡았다. 카나번은 중세 시대의 성벽 너머로 확장되었으며 심한 교외화를 경험했다. 카나번의 인구 커뮤니티에는 웨일스에서 웨일스어를 사용하는 시민의 비율이 가장 높다. 로열 자치구의 지위는 1963년 엘리자베스 2세 여왕에 의해 승인되었고 1974년 로열 타운으로 수정되었다. 성 및 성벽은 기네드에 있는 에드워드왕(King Edward)의 성 및 성벽으로 묘사된 세계 문화 유산의 일부이다.

## 같이 보기
- 제5대 카나본 백작 조지 허버트